# Jake Borelli
Jake Borelli (Columbus, 13 maggio 1991) è un attore statunitense.

## Biografia
Nato a Columbus, Ohio, da Linda Borelli e Mike Borelli di origini italiane, ha due fratelli maggiori, Ben e Zack. Nel 2009, dopo aver finito l'Upper Arlington High School, si trasferisce a Los Angeles per dedicarsi alla recitazione.
Borelli esordisce sugli schermi partecipando come guest star a numerose serie televisive e film TV; tra i quali: Peanut Butter, Psych: Flashback to the Teen Years, iCarly, The Forgotten, Parenthood, NCIS: Los Angeles, True Jackson, VP, Greek - La confraternita, Suburgatory ed I Thunderman. 
Dal 2017 al 2024 ha interpretato lo specializzando Dr. Levi Schmitt in Grey's Anatomy.
Nel novembre 2018 ha fatto coming out dichiarando di essere gay, attraverso un post su Instagram.

## Filmografia

### Cinema
- Elf Employment, regia di Brad Lavery - cortometraggio (2011)
- Nesting, regia di John Chuldenko (2012)
- Meanamorphosis, regia di Ryan Ebner - cortometraggio (2011)
- Reality High, regia di Fernando Lebrija (2017)
- In Searching, regia di J.L. Topkis (2018)
- I Thunderman - Il ritorno, regia di Trevor Krischner (2024)

### Televisione
- Psych: Flashback to the Teen Years - webserie, 3 episodi (2009)
- iCarly - serie TV, episodio 3x12 (2010)
- The Forgotten - serie TV, episodio 1x15 (2010)
- Parenthood - serie TV, episodio 1x12 (2010)
- NCIS: Los Angeles - serie TV, episodio 2x05 (2010)
- True Jackson, VP - serie TV, episodi 3x05-3x10 (2010-2011)
- Greek - La confraternita - serie TV, episodi 4x08-4x09 (2011)
- Suburgatory - serie TV, episodio 1x06 (2011)
- CeReality - serie TV, episodio 5x01 (2012)
- Gang Related - serie TV, episodio 1x05 (2014)
- I Thunderman - serie TV, 13 episodi (2015-2018)
- NCIS - Unità anticrimine - serie TV, episodio 13x15 (2016)
- Grey's Anatomy - serie TV (2017-2024)
- Grey's Anatomy: B-Team - webserie, episodi 1x01-1x02-1x06 (2018)
- Station 19 - serie TV, episodio 1x07 (2018)
- The Thing About Harry - film TV, regia di Peter Paige (2020)

## Doppiatori italiani
Nelle versioni in italiano delle opere in cui ha recitato, Jake Borelli è stato doppiato da:
- Alessandro Sanguigni in Grey's Anatomy, Station 19
- Flavio Aquilone in NCIS: Los Angeles
- Simone Lupinacci in True Jackson, VP
- Federico Viola in NCIS - Unità anticrimine
- Alessio Talamo ne I Thunderman - Il ritorno